# Liste de personnalités liées à Brest
Liste non exhaustive de personnalités liées à la ville française de Brest.
Note : Certains personnages correspondent à plusieurs catégories. Ils sont listés uniquement sous la première catégorie leur correspondant.

## Artistes et écrivains
- Nicolas Ozanne (1728–1811), dessinateur de marine
- Pierre Ozanne (1737–1813), graveur et ingénieur maritime
- Yves Collet (1761-1843), sculpteur
- Pierre-Julien Gilbert (1783-1860), peintre de la marine
- Édouard Corbière (1793-1875), marin, écrivain, journaliste et armateur
- Amable-Emmanuel Troude (1803-1885), colonel, folkloriste et lexicographe du breton
- Auguste Mayer (1805-1890), peintre
- Eudoxie Péan de la Roche-Jagu (1805-1870), compositrice française.
- Charles Octave Blanchard (1814-1842), peintre, second premier Grand prix de Rome en 1836
- Hombron Henri, (1834-1907), artiste peintre et premier conservateur du musée des beaux-arts de Brest
- Marie Souvestre, (1835-1905), pédagogue, féministe et écrivaine
- Marie d'Agon de la Contrie (1848-1908) femme de lettres et auteure de romans pour la jeunesse
- Charles Francisque Raub (1854-1926 ou 1928), peintre
- Louis Bréhier (1868-1951), historien
- Gaston Esnault (1874-1971), linguiste
- Hippolyte Violeau, écrivain d'inspiration catholique
- Claude Le Prat (1875-1926), poète en langue bretonne
- Victor Segalen (1878-1919), médecin de marine, écrivain, poète
- Louis Hémon (1880-1913), écrivain
- Berthe Sylva (1885-1941), née à Lambézellec, chanteuse à succès de l'entre-deux-guerres
- Jim Sévellec (1897-1971), peintre de la Marine, faïencier
- Roparz Hemon (1900-1978), militant et écrivain de langue bretonne
- Jean Oberlé (1900-1961), dessinateur et peintre
- Rémy Bourlès (1905-1997), dessinateur, scénariste de bandes dessinées
- Pierre Péron (1905-1988), peintre et illustrateur
- Pierre Brette (1905-1961), peintre officiel de la Marine
- Robert Micheau-Vernez (1907-1989), peintre, illustrateur, sculpteur
- Henri Queffélec (1910-1992), écrivain
- Anne-Marie Renaud de Saint Georges (1913-1997), résistante et femme de lettres
- Yves Le Gallo (1920-2002) universitaire, écrivain, fondateur du Centre de recherche bretonne et celtique
- Yves Bodénez (1921-1944), jeune ouvrier trotskiste de l'Arsenal, mort en déportation
- Alain Robbe-Grillet (1922-2008), écrivain, cinéaste
- Yves La Prairie (1923-2015), écrivain, poète, officier de marine, fondateur du CNEXO
- Jean David (1924-2013), né à Lambézellec, écrivain
- Pierre-Yves Moign (1927-2013), compositeur
- Pierre Brice (1929-2015), acteur
- Georges Aber (1930-2012), auteur-compositeur-interprète
- René Abjean (né en 1937), compositeur
- Jean-François Josselin (1939-2003), écrivain et journaliste
- Serge Kerval (1939-1998), chanteur
- Danielle Allain-Guesdon (née en 1943), poétesse
- René Morizur (1944-2009), saxophoniste, accordéoniste et multi-instrumentiste
- Patrick Camus (né en 1947), peintre
- Joël Cornette (né en 1949), historien, auteur d'une Histoire de la Bretagne et des Bretons (Seuil, 2005)
- Marie-Hélène Prouteau (née en 1950 à Brest), écrivaine et critique littéraire
- Hervé Bellec (né en 1955), écrivain et historien
- Paul Bloas (né en 1961), peintre
- Yvan Le Bolloc'h (né en 1961), animateur TV, comédien, chanteur
- Marc Didou (né en 1963), sculpteur
- Christophe Miossec (né en 1964), auteur-compositeur-interprète
- Béatrice Dalle (née en 1964), actrice
- Yann Tiersen (né en 1970), auteur-compositeur-interprète
- Tristan Nihouarn (Stan) (né en 1973), Cédric Floc'h (Sammy) (né en 1973), Éric Digaire (Éric) (né en 1972 à Morlaix) et Jean-François Paillard (Fañch), membres fondateurs du groupe Matmatah formé à Brest en 1995
- Arnaud Le Gouëfflec (né en 1974), écrivain, scénariste de bande dessinée, et musicien
- Mikael Bodlore-Penlaez (né en 1975), auteur, cartographe
- Chloé Moglia (née en 1978), danseuse, circassienne
- Damien Manivel (né en 1981), cinéaste
- Adrien Lemaître (né en 1982), animateur de télévision
- Eva Taulois (née en 1982), artiste plasticienne
- Les Goristes, groupe de chanteurs formé à Brest en 1991
- Stéphane Heuet, dessinateur de bande dessinée.
- Lorenzo, rappeur
- Romain Dubois, pianiste et compositeur

## Militaires
- René de Rieux (1548-1628), gouverneur de Brest, Chevalier du Saint-Esprit
- Jacques Aymar de Roquefeuil et du Bousquet (1665-1744), chef d'escadre, lieutenant général des armées navales, gouverneur du port et de la ville de Brest
- Emmanuel-Auguste Cahideuc Dubois de La Motte (1683-1764), corsaire et gouverneur de Saint-Domingue
- Étienne de Perier (1686-1766), noble Français, corsaire, gouverneur de la Louisiane, lieutenant-général des armées navales et Grand-Croix de l’ordre royal et militaire de Saint-Louis
- Sébastien-François Bigot de Morogues (1706-1781), lieutenant général des armées navales
- Aymar Joseph de Roquefeuil et du Bousquet (1714-1782), vice-amiral de France, commandant la flotte du Ponant et la place de Brest
- François Marie d'Aboville (1730-1817), général d'artillerie, gouverneur de Brest
- Paul Louis Gaultier de Kervéguen (1737-1814), général des armées de la République et de l'Empire
- Jacques-Noël Sané (1740-1831), architecte naval
- Éléonor Jacques Marie Stanislas de Perier de Salvert (1748-1783), aristocrate français, lieutenant de vaisseau, chevalier de l'ordre royal et militaire de Saint-Louis, membre de l'Académie royale de marine et franc-maçon haut gradé.
- Jean-Pierre Maurice de Rochon (1749-1796), général des armées de la République y est né.
- Nicolas-Pierre Gilbert (1751-1814), médecin militaire
- Julien Marie Cosmao-Kerjulien (1761-1825), contre-amiral de la République et de l'Empire
- Charles Alexandre Léon Durand de Linois (1761-1848), amiral
- Hyacinthe de Bougainville (1781-1846), baron de l'Empire, contre-amiral
- Christophe-Paulin de La Poix de Fréminville, dit le chevalier de Fréminville, (1787–1848), capitaine de frégate, historien et archéologue
- François Gabriel Boisseau (1791-1836), officier de santé des armées
- Édouard Bouët-Willaumez (1808-1871), amiral, explorateur
- Edmond Jurien de La Gravière (1812-1892), vice-amiral, historien, membre de l’Académie des sciences et de l’Académie française
- Louis-Émile Bertin (1840-1924), ingénieur général du génie maritime et savant
- Léon de Beylié (1849-1910), général de brigade, archéologue, bienfaiteur, réside à Brest en 1884
- Victor René Boëlle (1850-1942), général de division
- Edgard de Trentinian (1851-1942), général de division, grand-croix de la Légion d'honneur
- Émile Guépratte (1856-1939), amiral
- René Boutegourd (1858-1932), général de brigade
- Eugène Barthes (1862-1950), vice-amiral
- Jean Cras (1879-1932), contre-amiral, pianiste et compositeur
- Georges Thierry d'Argenlieu (1889-1964), amiral, religieux et résistant
- Émile Barthes (1894-1974), contre-amiral
- Jean Devé (1897-1942), Compagnon de la Libération, Mort pour la France
- Jacques Dodelier (1903-1940), Compagnon de la Libération, Mort pour la France
- Paul Laurent Vibert (1912-1970), Compagnon de la Libération
- Jean Simon (1912-2003), général, Compagnon de la Libération
- Maurice Gillet (1914-1944), résistant dans le réseau Alliance, responsable du secteur de Brest
- Guy Le Coniac de La Longrays (1919-2001), officier, Compagnon de la Libération
- Fred Moore (1920-2017), Compagnon de la Libération
- Émile Chaline (né en 1922), vice-amiral et résistant français
- Claude Le Hénaff (1922-1995), né à Brest, officier de la France libre, Compagnon de la Libération, général
- François Bellec (né en 1934), contre-amiral, écrivain et peintre

## Politiques et serviteurs de l'État
- Antoine Choquet de Lindu, architecte et ingénieur de la Marine
- Louis-Alexandre Expilly de La Poipe, président de la commission sur la constitution civile du clergé et premier évêque constitutionnel de France
- Jérôme Berthomme (1750-1871), homme politique
- Claude Blad (1764-1802), homme politique
- Louis Bernard de Rennes (1788-1858), homme politique
- Alexis Brunel (1793-1849), homme politique
- Théobald de Lacrosse (1796-1865), homme politique français, ministre des Travaux publics à deux reprises sous la deuxième République
- Joseph Romain-Desfossés (1798-1864), officier de marine et homme politique
- Nathalie Lemel, anarchiste et féministe, membre de la Commune
- Henri Rieunier (1833-1918), amiral, ministre de la Marine, député, il fut major général de la Marine à Brest
- Jean-Louis Pindy, communard qui donna l'ordre d'incendier l'Hôtel de ville de Paris en 1871.
- Paul Deschanel (1855-1922), sous-préfet en 1879, futur président de la République
- Albert Peyronnet (1862-1958), homme politique
- Paul Bellamy (1866-1930), avocat et homme politique
- Gustave Hervé (1871-1944), homme politique
- Victor Balanant (1888-1944), homme politique
- Paul Simon (1886-1956), homme politique
- Charles Le Goasguen (1920-1995), homme politique
- Roger Podeur (1920-2005), né à Brest, colonel, Compagnon de la Libération
- Eugène Deloncle (1890-1944), homme politique, cofondateur et dirigeant de la Cagoule
- Yves Guéna (1922-2016), homme politique (ancien ministre, ancien président du Conseil constitutionnel)
- Jean-Michel Huon de Kermadec (1748-1792), navigateur, commandant une des deux frégates de l'expédition d'Entrecasteaux
- Benoît Hamon (né en 1967), ministre délégué à l'économie sociale et solidaire dans le gouvernement Jean-Marc Ayrault, ministre de l'Éducation nationale dans le gouvernement Manuel Valls, fondateur du parti Génération.s
- Erwann Binet (né en 1972), rapporteur de la loi ouvrant le mariage aux couples de personnes de même sexe
- Jean-Jacques Urvoas (né en 1959), garde des sceaux, ministre de la Justice dans les gouvernements de Manuel Valls et Bernard Cazeneuve

## Scientifiques
- Claude Berrou, physicien et l'un des trois inventeurs des turbo codes
- Armand Corre, médecin et sociologue
- Prosper Garnot (1794-1838), médecin et naturaliste
- Alain Glavieux (1949-2004), ingénieur et l'un des trois inventeurs des turbo codes
- Étienne Fiacre Louis Raoul (1815-1852), chirurgien de marine et naturaliste
- Alexis-Marie de Rochon (1741-1817), astronome et navigateur
- Irène Frachon (née en 1963), médecin pneumologue et lanceuse d'alerte via son livre Médiator, combien de morts ?
- Pierre-François Kéraudren (1769-1858), inspecteur général du service de santé de la Marine
- Jean Le Boulch (1924-2001), médecin et enseignant français, fondateur des concepts de psychocinétique
- Maurice Abiven (1924-2007), médecin français, spécialiste de médecine interne, un des pionniers de la pratique des soins palliatifs en France.
- Marie-Charlotte Saint Girons (1923-95), géographe et mammalogiste

## Sportifs
- Fabien Causeur, joueur de basket-ball
- Hassan Ahamada, footballeur
- Aïello Batonon, muay-thaï
- Lucie Belbeoch, planche à voile
- Charlotte Bonnet, nageuse
- Carole Bo Ram Autret, championne du monde des arts martiaux vietnamiens
- Benoît Nicolas, duathlète et athlète
- Solen Désert, athlète
- Jocelyn Gourvennec, footballeur
- Gonzalo Higuaín, footballeur franco-argentin
- Faustine Merret, championne olympique de planche à voile
- Cindy Perros, championne du monde de kick-boxing
- Pierre Saliou, coureur cycliste
- ... les autres

## Divers
- Françoise Bourguignolle (1790-1849), libraire fouriériste
- Caroline Aubrée (1794-1877), libraire fouriériste
- Jeanne Victoria Anne Clérec (1901-1974), grand-mère de l'acteur américain Sylvester Stallone
- Jean Quéméneur, personnage imaginaire héros de la chanson brestoise La complainte de Jean Quéméneur[1]
- Querelle de Brest, marin, personnage principal du roman éponyme de Jean Genet (1947)
- Scipion-Jérôme Bégon (1681-1753), prélat français qui fut évêque de Toul de 1723 à 1753
- Eugène-François Vidocq (1775-1857), aventurier français incarcéré et évadé du Bagne de Brest
- Joseph Victor Édouard Trischler (1815-1879), entrepreneur brestois qui a marqué de son empreinte le port de Brest
- Jules Bourdais (1835-1915), architecte
- Henri Bernès (1861-1941), professeur agrégé de lettres, connu pour ses activités enseignantes et militantes
- Eugène Belleguic (1809-1878), officier de marine et inventeur, mort à Brest
- Albert Rolland (1913-1943), résistant français brestois de la Seconde Guerre mondiale mort pour la France
- Paul Burckel (1915-2001), personnalité de la culture sourde
- Michel Abalan (1920-2000), résistant français Compagnon de la Libération
- Henri Beaugé-Bérubé (1920-2015), résistant français Compagnon de la Libération
- Charles Le Gall (1921-2010), pionnier de la radio-télévision en langue bretonne
- Jean Berthou (1924-2010), prêtre
- Jacques Damase (1930-2014), éditeur
- Loïk Le Floch-Prigent (né en 1943), PDG de l'entreprise Elf Aquitaine entre juillet 1989 et août 1993
- Jo Le Guen (né en 1947), marin, il effectue plusieurs traversées transatlantiques en solitaire
- Christophe Agnus (né en 1963), homme de média et entrepreneur français
- Laury Thilleman (née en 1991), Miss France 2011
- Marie Anne Stephan (1898-1944), résistante française arrêtée et morte en détention à Brest,
- René Lochu (1899-1989), Militant anarchiste et syndicaliste vivant et militant à Brest une grande partie de sa vie

- Philip Queffélec, homme d'affaires Franco-Suisse.